# Гуржеон
Гуржеон (фр. Gourgeon) насеље је и општина у источној Француској у региону Франш-Конте, у департману Горња Саона која припада префектури Везул.
По подацима из 2011. године у општини је живело 242 становника, а густина насељености је износила 17,68 становника/km². Општина се простире на површини од 13,69 km². Налази се на средњој надморској висини од 257 метара (максималној 318 m, а минималној 233 m).

## Демографија
| 1962. | 1968. | 1975. | 1982. | 1990. | 1999. | 2011. |
| ----- | ----- | ----- | ----- | ----- | ----- | ----- |
| 229   | 233   | 175   | 159   | 163   | 182   | 242   |

График промене броја становника у току последњих година